# Hetman
Hetman (från polska, ursprungligen medellågtyska hovetman, 'anförare'; se huvudman och hövitsman) var en titel motsvarande en överbefälhavare i de polska, litauiska och kosackiska militära styrkorna under det polsk-litauiska samväldets tid. Titeln användes från 1400- till 1700-talet. Namnet kan härledas till det medeltida tyska Hauptmann, då med motsvarigheten hövitsman. Befogenheterna som titeln medförde motsvarar idag snarare general.
I det polsk-litauiska samväldet var befälhavandet över de polska och litauiska styrkorna delat på varsin befattning. Överbefälhavaren över de polska styrkorna kallades "kronans storhetman" och de litauiska styrkornas befälhavare kallades "Litauens storhetman". Dessa storhetmaner bistods under fälttåg av så kallade "fälthetmaner".
Kända hetmaner är till exempel Jan Karol Chodkiewicz, Stefan Czarniecki, Jan Sobieski, Jan Zamoyski och Ivan Mazepa.
I Ryssland används ordet omväxlande för med ataman (troligen från turktatariska odaman, 'äldste'), i betydelsen kosackhövding inom landet.

## Bilder

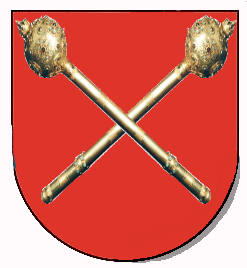
Polsk-litauiska samväldets vapensköld för tillförordnade hetmaner: två korsade stridsklubbor, så kallad bulawa. En bulawa motsvarade en marskalkstav.
De kosackiska hetmanernas vapensköld; en kosack med musköt.